# Saison 3 de Cormoran
Saison 2 de Cormoran Saison 4 de Cormoran
Cet article présente le guide de la troisième saison du feuilleton télévisé Cormoran.
| Numéro | Date de diffusion | Réalisateurs                                    | Date réelle |
| Description |                   |                                                 |             |
| 53 | 11 janvier 1993   | Louise Montpetit, Lise Chayer et Andrée Pérusse | Mai 1939    |
| Les événements tragiques de l'été précédent ont laissé des traces. Angélique a démissionné de ses fonctions de présidente du Cercle des Fermières. La clinique du docteur Cormoran a été désertée par une partie de sa clientèle et Bella est terrée dans ses appartements et ne voit personne à part le curé et son vicaire.                                            |                   |                                                 |             |
| 54 | 18 janvier 1993   | Louise Montpetit, Lise Chayer et Andrée Pérusse |             |
| Le fils de l'avocat Legris, Armand, semble s'intéresser à Flavie et cela ne déplaît pas à Flamand. Victoria va voir Pacifique pour lui révéler que Viateur est souffrant. Mariette est entièrement vouée aux bons soins de sa maîtresse, Bella. Donatienne rend visite à Zénone.                                                                                         |                   |                                                 |             |
| 55 | 25 janvier 1993   | Lise Chayer, Louise Montpetit et Andrée Pérusse |             |
| Pacifique a un entretien avec sa sœur Bella. Angélique et Germain trouvent qu'Aline-Marie occupe trop de place dans la vie de famille à Cormoran. Tom Pouce s'adonne à quelques travaux de décoration. Pacifique donne des soins à une adolescente qui est enceinte à la suite d'un viol incestueux.                                                                     |                   |                                                 |             |
| 56 | 1er février 1993  | Lise Chayer, Louise Montpetit et Andrée Pérusse |             |
| Ginette arrive de Québec. Pacifique ne peut s'approcher de Fleurette et doit laisser La Marsouine procéder à l'accouchement. Bella est profondément troublée de ce qui se passe à Cormoran. Le curé Dumont se confesse à son vicaire. |                   |                                                 |             |
| 57 | 8 février 1993    | Andrée Pérusse, Lise Chayer et Louise Montpetit |             |
| Le docteur Rossignol fait une remontrance à Pacifique sur la présence de la Marsouine lors de l'accouchement. Aline-Marie suggère à Bella d'aller chercher un peu de réconfort dans un couvent. Léonie apprend à Gérard la venue prochaine de son frère et de sa mère. Hippolyte est furieux contre Viateur.                                                             |                   |                                                 |             |
| 58 | 15 février 1993   | Andrée Pérusse, Lise Chayer et Louise Montpetit |             |
| La nouvelle de l'existence de Hans Helmut Osnabrück continue de piquer la curiosité des gens de Cormoran. Viateur réclame une assemblée des actionnaires. Albérich Boulet se présente à Baie-d'Esprit incognito. Cette arrivée ne manque pas d'intriguer Flamand Bellavance et son fils Vincent. Bella se prépare à se rendre à la maison des Letendre pour y accoucher. |                   |                                                 |             |
| 59 | 22 février 1993   | Andrée Pérusse, Lise Chayer et Louise Montpetit |             |
| Les plans d'Aline-Marie sont perturbés par la nature. Dans le secret de Cormoran, Bella mettra au monde le fils de Wolfgang Osnabrück. |                   |                                                 |             |
| 60 | 1er mars 1993     | Andrée Pérusse, Lise Chayer et Louise Montpetit |             |
| Bella et Pacifique sont absents de Cormoran. Viateur se remémore un incident. Ginette a des plans pour Gérard Labrecque. Angélique veut reprendre son poste de présidente du Cercle des fermières. Clément relance Germain pour l'inviter à joindre les chemises bleues. Flamand fait enquête sur Fulgence.                                                              |                   |                                                 |             |
| 61 | 8 mars 1993       | Lise Chayer, Louise Montpetit et Andrée Pérusse |             |
| L'annonce de l'arrivée de Hanz Helmut, le fils de Wolfgang Osnabrück, donne une bonne raison à Bella pour rentrer à Cormoran. Zénone en a assez de la présence du commandant Albérich Boulet. Angélique fait part au curé Dumont de son projet d'adopter un enfant. Flavie présente Armand à Aglaé.                                                                      |                   |                                                 |             |
| 62 | 15 mars 1993      | Lise Chayer, Louise Montpetit et Andrée Pérusse |             |
| Hanz Helmut est à Cormoran. En compagnie de Bella, il se rend à l'endroit où son père est décédé. Seule avec Pacifique, Flavie perd le contrôle de ses émotions. Flamand se plaint au curé Dumont. |                   |                                                 |             |
| 63 | 22 mars 1993      | Louise Montpetit, Lise Chayer et Andrée Pérusse |             |
| Hanz Helmut remet à Bella des copies de lettres que son père lui a écrites avant de mourir. Gérard Labrecque se rend à la Tannerie Bernier pour sa première journée d'emploi. Victor manque de tact et se met Donatienne à dos. Clément Veilleux n'est pas heureux de l'ordre venu de Montréal.                                                                          |                   |                                                 |             |
| 64 | 29 mars 1993      | Louise Montpetit, Lise Chayer et Andrée Pérusse |             |
| Un inspecteur de la Police Provinciale interroge Tom Mix. Viateur renoue contact avec Mariette. Hippolyte met Clément en garde contre ses activités clandestines. Angélique cherche conseil auprès de Ginette. |                   |                                                 |             |
| 65 | 29 mars 1993      | Lise Chayer, Louise Montpetit et Andrée Pérusse |             |
| La question de l'adoption de l'enfant de Bella par Angélique et Germain devient urgente. Maureen oblige Flavie à se faire accompagner par Vincent si elle sort après le coucher du soleil. Flamand reconnaît que sa fille n'est plus une enfant. Donatienne et Bella évoquent leurs souvenirs communs.                                                                   |                   |                                                 |             |